# Johann Mühlegg
Johann Mühlegg nebo také Juanito Mühlegg (* 8. listopadu 1970 Marktoberdorf) je bývalý německý běžec na lyžích, který v letech 1999–2002 reprezentoval Španělsko.
Byl členem klubu SC Garmisch. V letech 1989 a 1990 vyhrál závod na 30 kilometrů na mistrovství světa juniorů v klasickém lyžování. Jako reprezentant Německa skončil na olympijských hrách ve štafetě v roce 1992 šestý, v roce 1994 čtvrtý a v roce 1998 osmý, v individuálních závodech bylo jeho nejlepším výsledkem sedmé místo na 50 km volným stylem v letech 1992 a 1998.
Mühleggovo působení v německém týmu bylo poznamenáno konflikty s trenérem Peterem Zipfelem. Obvinil trenéra, že ho uhranul, svěřil se pak do péče léčitelky a pil pouze svěcenou vodu. Nakonec byl z reprezentace vyloučen a Juan Jesús Gutiérrez Cuevas mu nabídl, aby závodil za Španělsko. Mühleggova výkonnost šla po změně občanství nahoru: vyhrál sedm závodů Světového poháru, v celkové klasifikaci byl první v roce 2000 a druhý v roce 2001. Na mistrovství světa v klasickém lyžování 2001 v Lahti vyhrál na 50 km a ve stíhacím závodě byl druhý.
Na Zimních olympijských hrách 2002 v Salt Lake City vybojoval Mühlegg pro Španělsko, které získalo v celé historii zimních olympiád jen dvě medaile, tři zlaté: ve stíhačce, na 30 km volně a 50 km volně. Po závodě na 50 km však byl usvědčen z užívání zakázané látky darbepoetinu a zlatá medaile mu byla odebrána. V roce 2003 rozhodla Mezinárodní sportovní arbitráž o diskvalifikaci Mühlegga také z ostatních disciplín OH 2002, jeho výsledky z MS 2001 ale ponechala v platnosti. Dostal také dvouletý zákaz startu, po jeho uplynutí se už k lyžování nevrátil a odstěhoval se do Brazílie.